# Будра плющевидная
Бу́дра плющеви́дная, Будра стелющаяся, собачья мята — (лат. Glechóma hederácea) — типовой вид многолетних травянистых растений рода Будра семейства Яснотковые (Lamiaceae). Распространён в умеренном климате Евразийского континента.

## Ботаническое описание

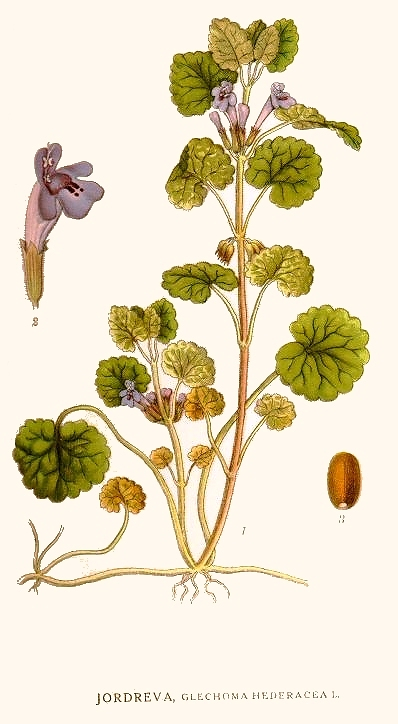

Многолетняя трава с ползучим голым или с короткими волосками стеблем длиной 20—50 см, с многочисленными укореняющимися побегами.
Листья почковидные или округло-почковидные, крупногородчатые, на длинных черешках (у нижних листьев черешки длиннее, чем у верхних).
Цветоносные побеги приподнимающиеся. Цветки маленькие, трубчатые, двугубые, фиолетовые или синевато-лиловые, собраны пучками по 3—4 штуки в пазухах средних и верхних листьев. Нижняя губа длиннее верхней. Цветение в первой половине лета.
Плод — бурый яйцевидный эрем длиной до 2 мм. Плоды созревают в августе.
Растение очень пахучее.

## Распространение и экология
Произрастает по кустарниковым зарослям, в лесах, на лугах и как сорняк около жилья.
Ареал — практически вся Европа (включая Восточную), Закавказье (Грузия и Азербайджан), и зона умеренного климата Азии (северо-запад Передней Азии (Турция), северо-восток Средней Азии (Казахстан), Китай (провинция Синьцзян)).
В России встречается в европейской части и на Северном Кавказе, включая Дагестан, в Восточной и Западной Сибири. Единичные местонахождения известны на Дальнем Востоке.
Будра плющевидная занесена и натурализовалась в Северной Америке, где считается злостным сорняком в штатах Кентукки, Небраска и Висконсин.
Ряд насекомых способны индуцировать образование галлов на растении. Например осы семейства цинипиды: Liposthenes glechomae, а также мухи-галлицы: Rondaniola bursaria на листьях, Dasineura glechomae на почках и Janetiella glechomae на плодах.

## Химический состав
Надземная часть растения содержит дубильные вещества, горечи, холин, каротин, аскорбиновую кислоту, смолы, свободные аминокислоты, камеди, сапонины, эфирное масло, микроэлементы.

## Значение и применение
Лекарственное растение. Для медицинского применения заготавливается вся надземная часть, сбор ведут во время цветения. Сырьё сушат в тени.
Растение применяют также для ароматизации и приготовления тонизирующих напитков.
В медицине Западной Европы растение используют при воспалении лёгких, бронхиальной астме, заболеваниях печени и жёлчного пузыря, щитовидной железы, кожных заболеваниях, при мочекаменной болезни.
В народной медицине будра считается отхаркивающим, желудочным, мочегонным, желчегонным, противовоспалительным и болеутоляющим средством.
Растение считается ядовитым, принимать с осторожностью.
Весенне-летний медонос, дающий светло-жёлтый ароматный мёд. Пчёлы берут с будры нектар в умеренном количестве; весной посещают чаще. Цветки устойчивы к низким температурам и выделяют нектар даже при 4—5 °С. Наибольшая активность пчёл приходится на 11—12 часов дня, когда в каждом цветке накапливается до 0,3—0,5 мг нектара. После ночных заморозков цветки продолжают выделять нектар, концентрация которого обычно снижается ниже 50—60 %. Продуктивность сахара одним цветком 0,2—0,5 мг. Продуктивность мёда сплошными насаждениями 14—19 кг/га. Под пологом широколиственного леса наибольшая продуктивность 0,3 кг/га при 19 растениях на 1 м². Продуктивность пыльцы пыльником 0,1 мг, одного надземного побега 7,6 мг.
|                                                |  |  |
| Слева направо: Цветок и лист будры плющевидной |  |  |

## Классификация

### Таксономия
Glechoma hederacea L., 1753, Sp. Pl. : 578
Вид Будра плющевидная относится к роду Будра (Glechoma) семейства Яснотковые (Lamiaceae) порядка Ясноткоцветные (Lamiales), который последовательно входит в вышестоящие клады Ламииды → Астериды → Суперастериды → Эвдикоты → Цветковые растения. Таксономическая схема в соответствии с Системой APG IV по состоянию на декабрь 2023 года:
|  |                          |  |                                   |                                   |                      |  | еще 23 семейства | еще 23 семейства |                       |  |  |  | еще 16 подтвержденных видов и 15 видов, ожидающих подтверждения |
|  |                          |  |                                   |                                   |                      |  | еще 23 семейства | еще 23 семейства |                       |  |  |  | еще 16 подтвержденных видов и 15 видов, ожидающих подтверждения |
|  |                          |  |                                   | порядок Ясноткоцветные            |                      |  |                  |                  | род Будра             |  |  |  |                                                                 |
|  |                          |  |                                   | порядок Ясноткоцветные            |                      |  |                  |                  | род Будра             |  |  |  |                                                                 |
|  | клада Цветковые растения |  |                                   |                                   | семейство Яснотковые |  |                  |                  | вид Будра плющевидная |  |  |  |                                                                 |
|  | клада Цветковые растения |  |                                   |                                   | семейство Яснотковые |  |                  |                  |                       |  |  |  |                                                                 |
|  |                          |  | ещё 63 порядка цветковых растений | ещё 63 порядка цветковых растений |                      |  |                  | еще 267 родов    | еще 267 родов         |  |  |  |                                                                 |
|  |                          |  |                                   | ещё 63 порядка цветковых растений |                      |  |                  |                  | еще 267 родов         |  |  |  |                                                                 |

### Синонимы
- Calamintha hederacea Scop.
- Chamaecissos hederaceus Nieuwl. & Lunell
- Chamaeclema hederacea Moench
- Glechoma borealis Salisb.
- Glechoma bulgarica Borbás
- Glechoma hederacea subsp. serbica (Halácsy & Wettst.) Soó
- Glechoma hederacea var. breviflora Coss. & Germ.
- Glechoma hederacea var. grandiflora Hoffmanns. & Link
- Glechoma hederacea var. hederacea
- Glechoma hederacea var. heterophylla (Opiz) Nyman
- Glechoma hederacea var. hirsuta Coss. & Germ.
- Glechoma hederacea var. magna (Mérat) Lej.
- Glechoma hederacea var. micrantha (Boenn. ex Rchb.) Nyman
- Glechoma heterophylla Opiz
- Glechoma intermedia Schrad. ex Benth.
- Glechoma lobulata Kit.
- Glechoma longicaulis Dulac
- Glechoma magna Mérat
- Glechoma micrantha Boenn. ex Rchb.
- Glechoma repens Gilib.
- Glechoma rigida A.Kern.
- Glechoma rotundifolia Raf.
- Glechoma serbica Halácsy & Wettst.
- Glechonion hederaceum St.-Lag.
- Hedera terrestris Garsault
- Nepeta glechoma Benth.
- Nepeta glechoma var. hirsuta Benth.
- Nepeta hederacea Trev.
- Nepeta hederacea f. albovariegata Makino
- Nepeta rigida Beck